# ضاحية مبارك العبد الله الجابر
ضاحية مبارك العبد الله الصباح، وتسمى أيضًا بغرب مشرف، هي إحدى مناطق محافظة حولي في الكويت. سميت بهذا الاسم نسبة إلى رئيس أركان الجيش الكويتي الأسبق الشيخ مبارك عبد الله الجابر الصباح. تحتوي المنطقة على 7 قطع منها 3 سكنية. يحد المنطقة من الشرق منطقة مشرف، ومن الغرب مناطق جنوب السرة، ومن الشمال منطقة بيان، ومن الجنوب ضاحية صباح السالم.
وفي القطع الإدارية في المنطقة يوجد مقر الكلية الأسترالية في الكويت، ومقر جامعة الخليج للعلوم والتكنولوجيا، ومركز الكويت للتوحد، وفرع مؤسسة التأمينات الاجتماعية، ومبنى اللجنة العليا لإستكمال تطبيق الشريعة الإسلامية، وفرع لبنك بيت التمويل الكويتي، وفرع بنك وربة.